# Cheval du Condroz
Le Cheval du Condroz, ou Double ardennais,  est une race de chevaux carrossiers belges, désormais disparue. Réputé pour son courage et sa résistance, il présente une taille et un format moyens, avec un excellent trot. Il est connu pour la grande énergie qu'il déploie pour la traction du matériel d'artillerie et des diligences lourdes. En 1873, plus de 52 000 de ces chevaux sont recensés dans le Condroz, l'Entre-Sambre-et-Meuse et le pays de Herve. Originellement proche de l'Ardennais, le cheval du Condroz est finalement intégré à la race du Trait belge. Il disparaît vraisemblablement durant les années 1930.

## Histoire

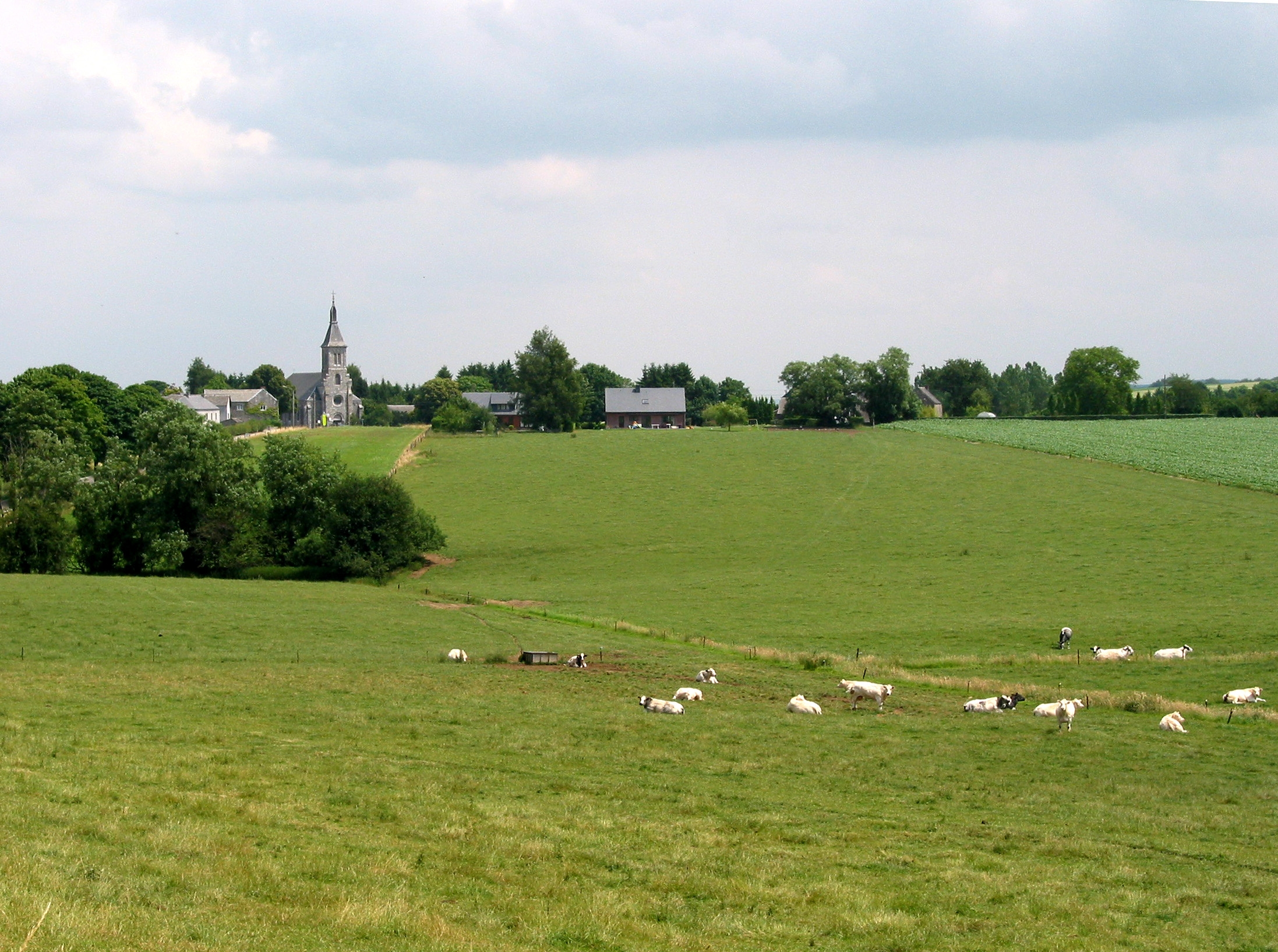
Paysage condrusien.

J. Leyder (1905) voit dans le plateau du Condroz le « lieu d'origine du cheval belge primitif », car des restes de chevaux datés du quaternaire y ont été retrouvés. La race de chevaux locale est également nommée « Double ardennais » ; elle se développe naturellement dans la région du Condroz, et le Nord des Ardennes, ce qui la rattache au rameau ardennais. Le cheval du Condroz est cité dans les encyclopédies belges du XIXe siècle : 

« Le cheval du Condroz est dérivé de l'Ardennais, dont il offre les grands traits de conformation. Mais il a plus de taille, plus d'ampleur, plus de figure, et on le désigne avec raison sous le nom de double Ardennais. C'est aussi un excellent cheval de trait léger, très-convenable pour l'artillerie. »

— Eugène Van Bemmel, Patria belgica encyclopedie nationale
Le cheval du Condroz est à l'origine assez proche du cheval ardennais,,, aussi son origine se confond t'elle avec celle de cette dernière race,.
Le vétérinaire du gouvernement à Verviers F. Gerard conseille dans le Journal vétérinaire et agricole de Belgique, en 1848, d'élever des chevaux de grosse cavalerie et d'attelage de luxe dans le Condroz. D'après Louis Moll, la race locale du Condroz est déjà disparue en 1861, car les éleveurs achètent des poulains issus d'autres régions pour les élever. En revanche, dans le Bulletin de la Société royale de géographie d'Anvers, en 1931, la race est citée comme étant « en voie d'« absorption » par le cheval du limon ; cette « absorption » sera bientôt complète ». Robert Ulens ajoute dans son mémoire (1921) que les éleveurs locaux ne regrettent pas cette situation, préférant élever un type de cheval recherché par le marché.

## Description
Les chevaux du Condroz sont de taille moyenne, et qualifiés de « type moyen » par comparaison au Hesbignon ou au Brabançon (lourd) et à l'Ardennais (léger),,. D'après la thèse de Sandrine Bouillot, leur taille va de 1,60 m à 1,70 m. Ils sont comparés à l'Ardennais en termes de morphologie et de qualités, avec « un peu plus de taille et de volume ».
La tête est carrée, la poitrine ample, la croupe arrondie ou avalée, les membres sont forts avec des paturons courts. Les chevaux de Hesbaye sont plus grands, gros et massifs, que ceux du Condroz. La race du Condroz est « postière », soit, adaptée à la traction rapide des lourds chariots des postes.
Sa classification comme race séparée fait débat : la Géographie générale (1875) affirme ainsi que « La Belgique a quatre races ou sortes de chevaux : le cheval flamand, le cheval du Hainaut (Hainaut et Namur), le cheval du Brabant (Brabant, Hesbaye et Condroz), et le cheval ardennais ». Par ailleurs, le stud-book du cheval belge, créé en 1884, ne comporte pas de section pour le cheval du Condroz, mais uniquement pour le type Ardennais dit « cheval de trait léger », et le type Brabançon dit « cheval de trait lourd ».
La race est réputée déployer beaucoup d'énergie et de courage, ainsi qu'une grande résistance à la fatigue,,. La qualité de son trot est également soulignée.

## Utilisations
Ces chevaux sont utilisés par le service des messageries, des postes et de l'artillerie,,. Adaptés au trait léger, ils sont réputés pour leur capacité à tracter rapidement des diligences lourdement chargées.

## Diffusion de l'élevage
La race avait autrefois une grande réputation, notamment en raison de son courage. Son berceau est le Condroz, un plateau ondulé qui s'étend le long de la rive droite de la Meuse, de Dinant à Liège, entre l'Ardenne et la région limoneuse, dans les provinces de Liège et de Namur ; il inclut aussi l'Entre-Sambre-et-Meuse,. Les chevaux des alentours de Nivelle et de Hesbaye appartiennent d'après certains avis à la race du Condroz, d'autres les classant parmi la race de l'Hesbignon.
En 1873, d'après Eugène Van Bemmel, le nombre des chevaux condrusiens (en considérant comme tels, non-seulement ceux du Condroz proprement dit, mais aussi ceux de l'Entre-Sambre-et-Meuse et ceux du pays de Herve) est de 52 019.